# Melaleuca irbyana
Melaleuca irbyana är en myrtenväxtart som beskrevs av Ferdinand von Mueller och Richard Thomas Baker. Melaleuca irbyana ingår i släktet Melaleuca och familjen myrtenväxter. Inga underarter finns listade i Catalogue of Life.